# Jacques-Noël Sané
Jacques-Noël Sané foi um engenheiro de construção naval francês, nascido em Brest em 18 de fevereiro de 1740. Morreu em Paris, em 22 de agosto de 1831, sendo reconhecido como um dos mais brilhantes projetistas da era da vela. Ele é o designer de quase todas as embarcações de linha construídas na França desde a Guerra Revolucionária Americana até o final do Primeiro Império.